# Asedio de Bastoña
El asedio de Bastoña fue un enfrentamiento entre fuerzas estadounidenses y alemanas en la ciudad belga de Bastoña, que formó parte de la más amplia batalla de las Ardenas durante la Segunda Guerra Mundial. La pretensión de la ofensiva alemana era llegar hasta Amberes. Para alcanzarla antes de que los aliados pudieran reagruparse y sacar partido de su superioridad aérea, las fuerzas mecanizadas alemanas tenían que tomar las carreteras por todo el este de Bélgica. Debido a que las siete principales carreteras en la cordillera de las Ardenas confluían en la pequeña ciudad de Bastoña, el control de su cruce de caminos resultaba vital para el ataque alemán. El asedio duró desde el 20 hasta el 27 de diciembre de 1944, cuando los asediados estadounidenses fueron relevados por elementos del Tercer Ejército del general Patton.

## Antecedentes
Tras la exitosa invasión de Normandía y el posterior empuje hacia el este a través de Francia, las líneas del frente aliadas se extendían desde Nimega en el norte hasta la neutral Suiza en el sur. El valioso puerto de Amberes había sido tomado durante este avance, y para cuando llegó el invierno, los aliados habían llegado incluso a dominar el territorio alemán cercano a la ciudad de Aquisgrán. Adolf Hitler pronto ideó un plan para atacar a las líneas aliadas en Bélgica; 55 divisiones lanzarían un ataque sorpresa a través de las Ardenas, para cruzar el río Mosa y retomar Amberes. 
A pesar de las serias advertencias de sus principales comandantes, incluidos Gerd von Rundstedt y Walther Model, el plan no se modificó y la fecha de inicio fue finalmente fijada en el 16 de diciembre de 1944. Mientras, los comandantes aliados consideraron que las Ardenas eran inapropiadas para un ataque alemán a gran escala, principalmente por la configuración del terreno. Además, los informes de inteligencia sugerían que las únicas divisiones alemanas en la zona estaban cansadas, y en las semanas anteriores al asalto, ningún comandante aliado vio razón alguna para creer que hubiera un ataque inminente. 
Bastoña, una ciudad que dominaba varias carreteras importantes en la zona, fue defendida principalmente por la 28.ª División de infantería. Esta había luchado continuamente desde el 22 de julio hasta el 19 de noviembre, antes de que se les asignara a esta zona, relativamente tranquila. Los aliados creían que solo había una división de infantería frente a la 28.ª, y creyeron que cualquier ataque en este sector sería de dimensiones reducidas. En Bastoña había siete carreteras que entraban y siete que salían de la ciudad. Estas eran importantes para el movimiento de los blindados alemanes, de manera que los aliados tenían que controlarlas.
Hasso von Manteuffel —al mando del V Ejército Panzer— le encargó al XLVII Cuerpo Panzer de Heinrich Freiherr von Lüttwitz tomar Bastoña, antes de cruzar el Mosa cerca de Namur. Von Lüttwitz planeaba atacar un frente de once kilómetros con tres divisiones: la 26.ª Volksgrenadier y la 2.ª Panzer liderarían el ataque, con la Lehr tras ellos. Frente a esta significativa fuerza estaban dos batallones del 110.º Regimiento de Infantería (el tercero estaba retenido como una unidad de reserva), responsable de un frente de 14 kilómetros y medio a lo largo del río Our. 
Las fuerzas aliadas se reunieron en pequeños grupos en las principales localidades, con puestos de avanzada a lo largo del río ocupados solo durante el día. Puesto que las fuerzas eran demasiado escasas para mantener incluso una línea de batalla, se centraron en las cuatro carreteras que cruzaban el Our. Debido a la intensa lluvia que precedió al ataque alemán, solo una de las carreteras estaba en condiciones suficientemente buenas para ser usada como punto de cruce— la carretera más al norte, que cruzaba el Our en Dasburg camino de Clervaux y Bastoña. 
A la 2.ª División Panzer se le encargó cruzar el río a lo largo de esta carretera, mientras que la 26.ª División Volksgrenadier construiría un puente cerca de Gemünd para cruzarlo. Von Lüttwitz se dio cuenta de la importancia del nudo de carreteras de Bastoña — sabía que la ciudad tenía que ser capturada antes de que su Cuerpo se atreviera a avanzar demasiado hacia el Oeste. Por lo tanto, ordenó a la División Panzer Lehr que avanzase hacia Bastoña en cuando el resto de sus tropas cruzó el río Clerve.

## Preludio

### El ataque
En la tarde del 15 de diciembre, la 26.ª Volksgrenadier estableció una línea de puestos de avanzada en la orilla occidental del Our, algo que hacían rutinariamente por la noche. A las 03:00, los ingenieros empezaron a transportar hombres y equipamiento por el río donde empezaron a concentrarse en un punto de partida, bastante cerca de las guarniciones estadounidenses. A las 05:30, la artillería alemana empezó a bombardear las posiciones estadounidenses, dejando fuera de combate las líneas telefónicas, mientras la infantería empezaba a avanzar. Los alemanes atacaron rápidamente, su avance fue posible por la simple superioridad numérica. 
En Weiler, una compañía estadounidense, apoyada por algunos morteros y un pelotón de armas anticarro, resistieron hasta el ocaso los repetidos ataques de múltiples batallones alemanes. Los ingenieros alemanes terminaron los puentes sobre el Our antes de que cayera la noche, y los blindados empezaron a moverse hacia el frente, incrementando la vasta superioridad numérica alemana. Pero al final, los alemanes se vieron significativamente retrasados por los defensores estadounidenses; su plan para cruzar el Clerve al atardecer del primer día se vio retrasado dos días.
El 19 de diciembre, el puesto de mando de la 28.ª División pasó de Bastoña a Wiltz, una localidad grande al sureste. En Wiltz, la división presentó su última resistencia; el 3.er Batallón de la 110.ª—apoyado por blindados y artillería—llegó a la ciudad alrededor del mediodía. El 44.º Batallón de ingenieros fue ubicado al norte de la ciudad, pero pronto se vieron sobrepasados y se retiraron al interior de la ciudad, volando un puente que quedó tras ellos. Esta pequeña fuerza—que no llegaba a 500 en total—resistió hasta la tarde, cuando su posición se vio totalmente insostenible y se retiraron al oeste. Con la 110.ª de infantería completamente destruida como una unidad de combate efectiva, la tarea de defender Bastoña quedaba a cargo del resto del ejército aliado.

### Implicación de reservas
A pesar de varios signos destacados en las semanas precedentes al ataque, la ofensiva de las Ardenas logró una sorpresa prácticamente total. Al final del segundo día de batalla, se hizo evidente que la 28.ª División de Infantería estaba cerca de derrumbarse. El mayor general Troy H. Middleton, comandante del VIII Cuerpo, ordenó a parte de su reserva blindada, Comando de Combate B de la 10.ª División Blindada que fuera a Bastoña. El CCB estaba formado por el 3.er Batallón de Tanques, 20.º Batallón de Infantería Blindada, Compañía C del 21.º Batallón de Tanques, Compañía B del 54.º Batallón de Infantería Blindada, Compañía C, 609.º Batallón de Tanques, 420.º Batallón de Artillería de campo Blindada y tres compañías de tropas de apoyo. 
Mientras tanto, el general Dwight D. Eisenhower ordenó que se preparase la reserva de la SHAEF, compuesta por las divisiones aerotransportadas 82.ª y la 101.ª en Reims. Estas eran tropas veteranas que habían servido con distinción desde los lanzamientos en paracaídas en Normandía y estaban descansando y reabasteciéndose después de dos meses de combate en los Países Bajos. Ambas divisiones fueron puestas en alerta en la tarde del 17 de diciembre, y no teniendo asignado un transporte automáticamente, comenzaron a organizar camiones para el movimiento de avance. La 82.ª—que llevaba más tiempo en reserva y por lo tanto estaba mejor equipada—fue la primera en moverse. 
La 101.ª dejó Camp Mourmelon en la tarde del 18 de diciembre, con la orden de marcha la artillería de la división, los trenes de la división, el 501.º Regimiento de Infantería paracaidista (PIR), 506.º PIR, 502.º PIR y 327.º Infantería. Gran parte del convoy fue dirigido por la noche, en mitad de la llovizna y el aguanieve que caía, usando focos a pesar de la amenaza de un ataque aéreo para apresurar el movimiento, y en un punto la columna combinada se extendía desde Bouillon en Bélgica hasta Reims en la retaguardia.
La 101.ª Aerotransportada fue dirigida a Bastoña, ubicada a 172 kilómetros sobre una alta meseta de 446 metros de alto, mientras que la 82.ª Aerotransportada tomó posiciones más al norte, para bloquear el decisivo avance de Kampfgruppe Peiper hacia Werbomont. El 705.º Batallón de Antitanques—en reserva a 96 kilómetros al norte—recibió la orden de ir a Bastoña para proporcionar apoyo antitanque a los blindados-menos la 101.ª Aerotransportada en el 18 y llegaron a finales de la tarde siguiente. Los primeros elementos del 501.º PIR entraron en la zona de reunión de la división 6 kilómetros al oeste de Bastoña poco después de la medianoche del 19 de diciembre, y para las 09:00 toda la división había llegado.
El general McAuliffe envió al 501.º PIR al este cruzando Bastoña a las 06:00 para desarrollar la situación. Para las 09:00, había avanzado y se había desplegado a ambos lados de carretera a Magéret y Longvilly, donde la División Panzer Lehr estaba implicada en una acción que duró todo el día para destruir a los equipos de combate de infantería blindada que tenían como misión ralentizar el avance alemán. El 506.º siguió poco después, con su 1.er batallón dedicado a establecer una posición de bloqueo en Noville y sus otros dos batallosnes con la orden de actuar como reservas al norte de Bastoña. El 502.º PIR marchó al norte y noroeste para establecer una línea desde Champs al este hasta Recogne, mientras que el 327.º GIR, recién llegado, protegería la zona de servicio de la división al oeste de Bastoña hasta que se pudieran imaginar cuáles eran las intenciones alemanas.
Cuando los principales comandantes aliados se encontraron en un búnker en Verdún el 19 de diciembre, la ciudad de Bastoña y su red de carreteras que recorrían el terreno montañoso y cenagoso barro de la región de las Ardenas iban a estar en manos alemanas durante varios días. Según el plan alemán, para entonces dos columnas alemanas tenían que haber sobrepasado la ciudad por el sur y el norte, la 2.ª División Panzer y la División Panzer-Lehr del XLVII Cuerpo del ejército Panzer, así como el cuerpo de infantería (26.ª División Volksgrenadier). Pero se habían visto entorpecidas y ralentizadas y frustradas en batallas exteriores en las posiciones defensivas alejadas hasta 16 kilómetros de la ciudad en sí. Poco a poco, los aliados se estaban retirando a las defensas rápidamente construidas dentro del municipio. El único corredor que estaba abierto (al sureste) estaba amenazado y se cerraba esporádicamente según la línea del frente iba cambiando. Se esperaba que el cerco se cerrase completamente más pronto que tarde.[cita requerida]

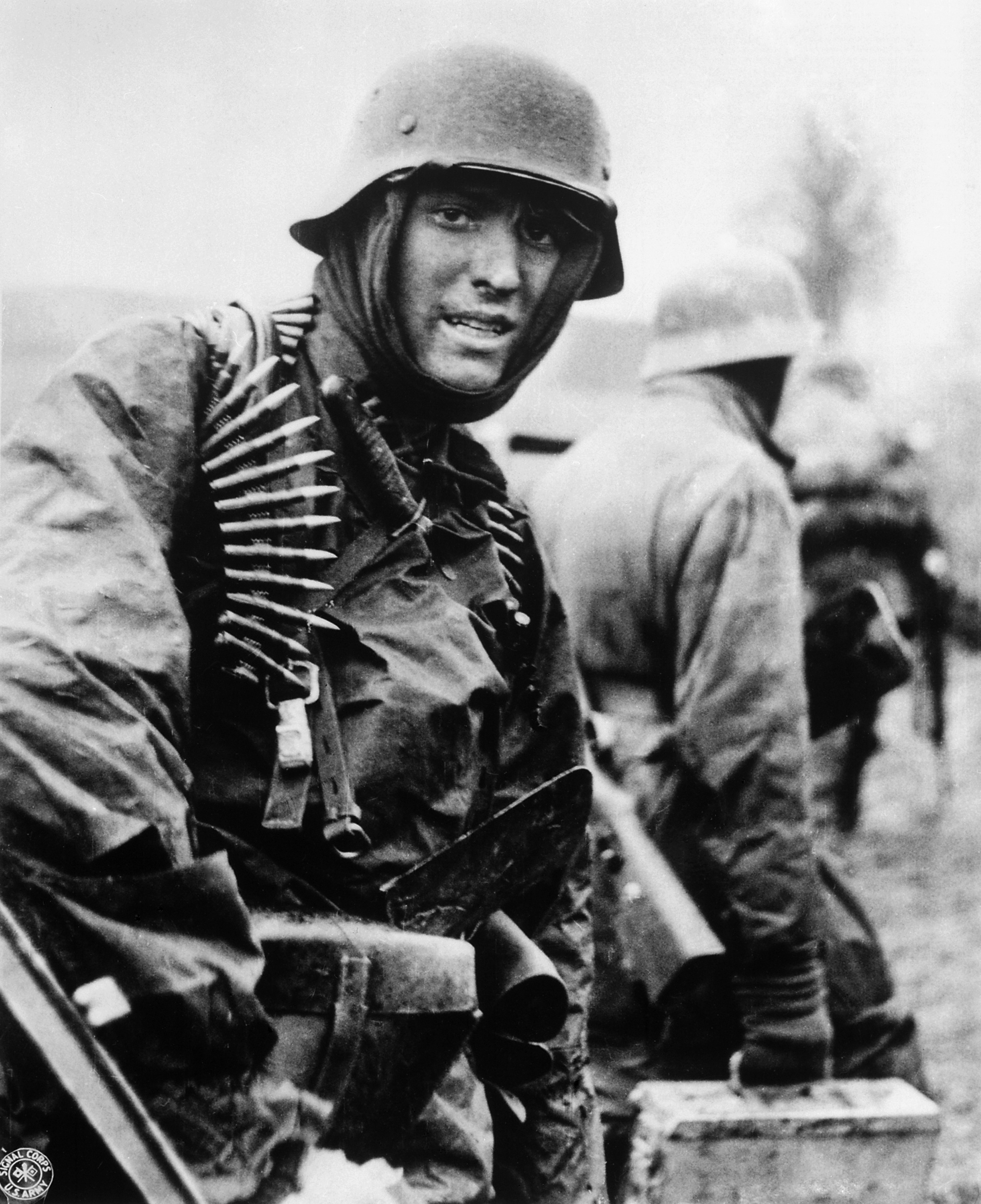
Un artillero ametrallador alemán marchando por las Ardenas en diciembre de 1944.

### Combate inicial en Noville
Entre el 19 y el 20 de diciembre, el 1.er Batallón del 506.º PIR recibió la orden de apoyar al Equipo Desobry (mayor William R. Desobry), una fuerza de infantería de tanques con tamaño de un batallón de la 10.ª División Blindada a la que se asignó la tarea de defender Noville ubicada al norte-noreste tanto de Foy como de Bastoña justo a 7 kilómetros. Con solo cuatro cazacarros M18 del 705.º Batallón anticarros para ayudar, los paracaidistas atacaron unidades de la 2.ª División Panzer, cuya misión era proceder por carreteras secundarias a través de Monaville (justo al noroeste de Bastoña) para capturar una carretera clave y tomar, entre otros objetivos, depósitos de carburante — a cuya falta se debió que toda la contraofensiva alemana fallara y fracasase. Preocupado por la amenaza a su flanco izquierdo en Bastoña, organizó un gran ataque de armas combinadas para tomar Noville. El viaje a gran velocidad del Equipo Desobry para alcanzar la posición de bloqueo es uno de los pocos casos documentados en los que la legendaria velocidad del M18 Hellcat (88 km/h) fue realmente usada para llegar antes que la fuerza enemiga tal como estaba previsto en su diseño.
El ataque del 1.er Batalón y los cazacarros M18 Hellcat del 705.º Batallón TD destruyeron al menos 30 tanques alemanes e infligieron entre 500 y 1000 bajas. Los cazacarros M18 abatieron a 24 soldados, incluyendo varios tanques Tiger, y se cree que, en parte, su capacidad para «disparar y salir pitando» a gran velocidad y luego reaparecer en otro punto del campo de batalla y por lo tanto aparentar que es otro vehículo distinto tuvo un gran papel a la hora de confundir y ralentizar el ataque alemán, que posteriormente se detuvo, dejando a los estadounidenses en posesión de la ciudad por la noche. Al 3.er Batallón se le ordenó seguir adelante de una posición de reserva al norte de Bastoña para aliviar la presión sobre el 1.er Batallón ocupando posiciones de apoyo en Foy al sur.
Las graves pérdidas infligidas por los cazacarros indujeron al comandante alemán a creer que la ciudad estaba siendo defendida por una fuerza mucho mayor y evitó más ataques a la localidad, cometiendo un error estratégico al tiempo que buscaba una ventaja táctica — retrasando significativamente el avance alemán y preparando el escenario para el Asedio de Bastoña justo al sur. Este retraso también dio a la 101.ª División Aerotransportada suficiente tiempo para organizar las defensas alrededor de Bastoña. Después de dos días la 2.ª División Panzer finalmente continuó su misión original hacia el río Mosa. Como consecuencia de haberse visto retenida en Bastoña, y su fracaso a la hora de desalojar a las fuerzas aerotransportadas, la columna al final se quedó sin combustible en Celles, donde fue destruida por la 2.ª División Blindada y la 29.ª Brigada Blindada.
Para cuando el 1.er Batallón salió de Noville el día 20, el pueblo de Foy a medio camino al centro de Bastoña había sido tomado al 3.er Batallón por un ataque separado, forzando al 1.er Batallón a abrirse paso hasta Foy luchando. Cuando el 1.er Batallón se puso a salvo tras las líneas estadounidenses, había perdido 13 oficiales y 199 soldados, de una tropa total de 600 hombres, y se la puso como división de reserva. El Equipo Desobry perdió un cuarto de sus tropas y se vio reducido a solo cuatro tanques medios cuando pasó a través de las líneas del 3.er Batallón.

## Batalla

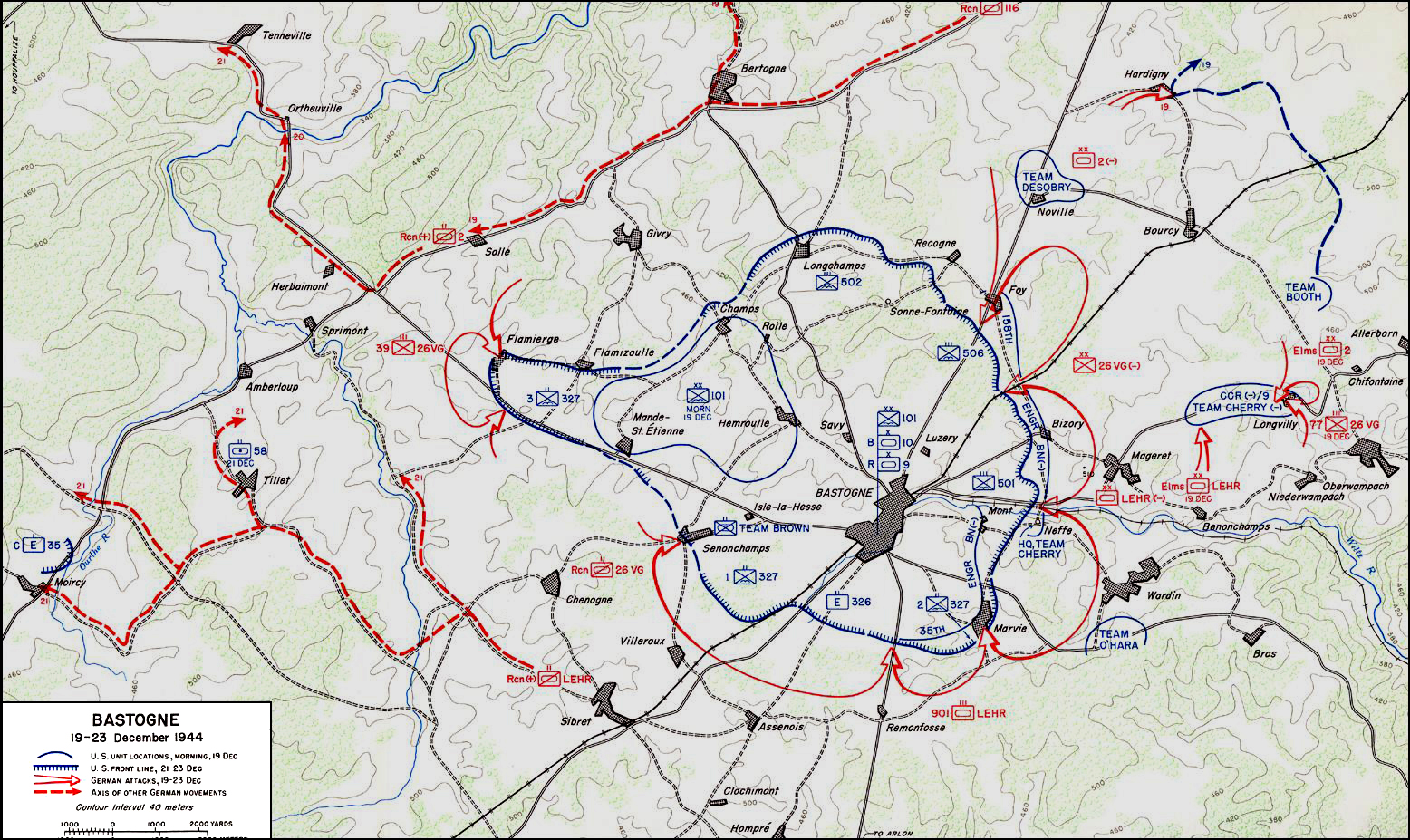
Bastoña, 19–23 de diciembre de 1944

La 101.ª División Aerotransportada formó un perímetro completo usando al 502.º PIR en el saliente noroeste para bloquear a la 2.ª División Panzer, al 506.º PIR para bloquear el paso desde Noville, el 501.º PIR defendiendo el avance por el este, y el 327.º GIR diseminado desde Marvie en el sureste hasta Champs en el oeste a lo largo del perímetro meridional, aumentado por unidades de ingenieros y artillería tapando huecos en la línea. La zona de servicio de la división al oeste de Bastoña había sufrido una incursión la primera noche, causando la pérdida de casi toda la compañía médica, y numerosas tropas de servicio se usaron como infantería para reforzar las escasas líneas. CCB de la 10.ª División Blindada, severamente debilitada por las pérdidas de su Equipo Desobry (mayor William R. Desobry), Equipo Cherry (teniente coronel Henry T. Cherry), y Equipo O'Hara (teniente coronel James O'Hara) cuando retrasaron a los alemanes, formaron una "brigada de incendios" móvil de 40 tanques ligeros y medios (incluyendo a los supervivientes de la 9.º División Blindada CCR y ocho tanques de reemplazo encontrados sin asignar en Bastoña).
Tres batallones de artillería—incluyendo uno totalmente de afroamericanos el 969.º Batallón de Artillería de campo—fueron reunidos formando un grupo de artillería temporal. Cada uno tenía doce obuses de 155 mm, proporcionando a la división potencia de fuego en todas las direcciones restringidas solo por su limitado suministro de municiones. El coronel Roberts, al mando de CCB, también tenía más de 600 rezagados de la derrota aplastante del VIII Cuerpo y formó el Equipo SNAFU como otra ulterior fuerza de sustitutos.
Como resultado de la poderosa defensa estadounidense al norte y al este, el comandante del XLVII Cuerpo Panzer general von Lüttwitz decidió rodear Bastoña y golpear desde el sur y el suroeste, a partir de la noche del 20 al 21 de diciembre. Las unidades alemanas de reconocimiento Panzer tuvieron un éxito inicial, casi sobrepasando las posiciones de artillería de los estadounidenses al suroeste de Bastoña antes de que los detuviera una fuerza improvisada. Las siete carreteras que llevaban a Bastoña fueron cortadas por fuerzas alemanas para el mediodía del 21 de diciembre, y para el anochecer ambos lados reconocieron que la conglomeración de fuerzas de infantería aerotransportadas y blindadas estaban rodeadas.
Para el 21 de diciembre los alemanes habían rodeado Bastoña, que estaba defendida por la 101.ª División Aerotransportada y Comando de Combate B de la 10.ª División Blindada. Las condiciones dentro del perímetro eran duras. Los soldados estadounidenses estaban sobrepasados numéricamente y carecían de equipamiento para el frío, munición, suministros médicos (la mayor parte de los suministros médicos y del personal sanitario habían sido capturados). La comida era escasa. Tampoco contaban con el liderazgo de oficiales experimentados (puesto que muchos de ellos, incluyendo el mayor general que comandaba la 101.ª, Maxwell Taylor—estaban en otros lugares). Debido a que era uno de los peores inviernos en años, las fuerzas estadounidenses rodeadas no podían ser reabastecidas por aire ni tuvieron disponible apoyo aéreo táctico debido al tiempo nublado.
Para el 22 de diciembre la munición de artillería se restringió a 10 rondas por cañón al día. Las dos divisiones Panzer del XLVII Cuerpo Panzer, la 2.ª y la Lehr, que habían usado su movilidad para aislar Bastoña, en lugar de atacar la ciudad con una sola fuerza poderosa, continuaron hacia el Mosa. Dejaron solo un regimiento detrás, el 901.º Regimiento Lehr Panzer, para ayudar a la 26.ª División Volksgrenadier que tenían que intentar tomar la confluencia de carreteras. El XLVII Cuerpo Panzer probó diferentes puntos del perímetro defensivo meridional y occidental en escalón, donde Bastoña estaba defendida por solo un regimiento aerotransportado y unidades auxiliares actuando como infantería. Esto sirvió de ventaja a los estadounidenses de las líneas interiores de comunicación; los defensores fueron capaces de mover el fuego de artillería y trasladar sus limitadas fuerzas blindadas ad hoc para enfrentarse a cada asalto sucesivo.

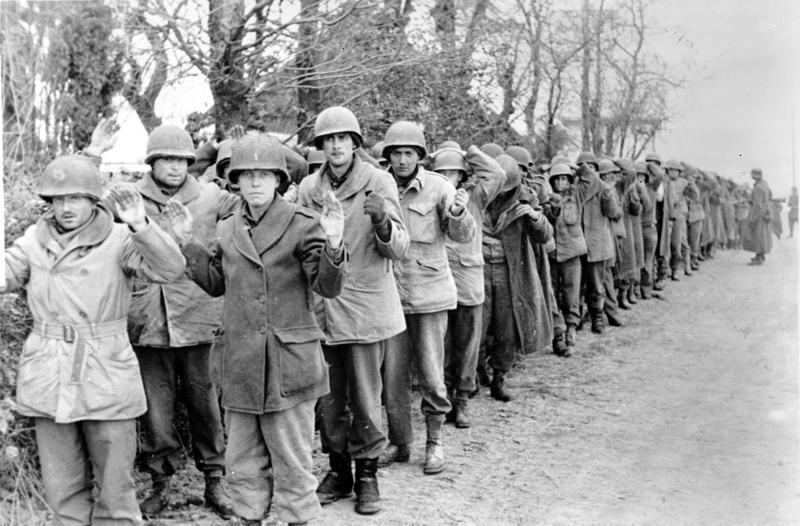
Prisioneros de guerra estadounidenses el 22 de diciembre de 1944.

De ese mismo día procede la cita más famosa de la batalla. Un grupo alemán con bandera de tregua entró en las líneas estadounidenses al sureste de Bastoña. Llevaba un ultimátum del comandante alemán, teniente general Heinrich Freiherr von Lüttwitz, para la rendición de Bastoña. Cuando el general de brigada Anthony McAuliffe, que actuaba como comandante de la 101.ª Aerotransportada, supo la exigencia nazi de rendirse, frustrado respondió, "Nuts!" Después de volver a otros asuntos más perentorios, su personal le recordó que debían responder a la exigencia alemana. Un oficial, el teniente coronel Harry Kinnard, anotó que la respuesta inicial de McAuliffe sería "tough to beat" ("difícil de derrotar") Lo que escribió McAuliffe en el papel, mecanografiado y entregado a los alemanes, la expresión que se hizo famosa y una forma de elevar la moral de sus tropas: «NUTS!» Los alemanes no lo entendieron y el comandante del 327.º GIR se lo tuvo que interpretar como «¡Vete a la mierda!» También los aliados no estadounidenses tuvieron que recibir explicaciones por el uso de esta expresión.
El tiempo se aclaró al día siguiente, 23 de diciembre, y se lanzaron suministros (principalmente munición) durante cuatro de los siguientes cinco días.
La 26.ª VG recibió un regimiento de granaderos panzer (panzergrenadier) de la 15.ª División Panzergrenadier en Nochebuena para su principal asalto al día siguiente. Debido a que carecían de suficientes tropas y que las de la División 26.ª VG estaba próxima al agotamiento, el XLVII Cuerpo Panzer concentró su asalto en varias ubicaciones concretas en el lado oeste del perímetro en secuencia en lugar de lanzar un ataque simultáneo por todos los lados. El asalto—dirigido por 18 tanques que llevaban un batallón de infantería—penetraron en las líneas del 3.er Batallón de la 327.ª (oficialmente, el 1.er Batallón, 401.º Infantería planeadora), y avanzó hasta el puesto de mando del batallón en Hemroulle. Sin embargo, el 327.º sostuvo sus posiciones originales y rechazó los asaltos de infantería que le siguieron, capturando a 92 alemanes. Los panzers que habían logrado la penetración se dividieron en dos columnas, una que intentó alcanzar Champs desde detrás, y fue destruida en detalle por dos compañías del 1.er Batallón 502.º PIR bajo el mando del teniente coronel Patrick F. Cassidy y cuatro cazacarros del 705.º Batallón Cazacarros.
El control aliado de Bastoña fue un obstáculo principal para el avance blindado alemán, y la moral de las fuerzas aliadas en otros puntos del Frente Occidental se elevó por la noticia de la tozuda defensa de la ciudad asediada. A pesar de los decididos ataques alemanes, el perímetro defensivo resistía. 

### Rompiendo el cerco
El 26 de diciembre, elementos del Tercer Ejército del general George Patton, con la punta de lanza del 37.º Batallón Blindado de la 4.ª División Blindada comandada por el teniente coronel Creighton Abrams rompió el cerco y abrió un corredor hasta Bastoña, al alcanzar las líneas del 326.º de Ingenieros. Las comunicaciones terrestres de la 101.ª con los depósitos de suministros estadounidenses quedaron restaurados el 27 de diciembre, y los heridos fueron evacuados a retaguardia. El general Taylor llegó a Bastoña con la 4.ª División Blindada y tomó el mando.
Con el asedio roto, los hombres de la 101.ª creyeron que serían relevados, pero se les dio la orden de retomar la ofensiva. El 506.º atacó al norte y recuperó Recogne el 9 de enero de 1945, el Bois Jacques el 10 de enero, y Foy el 13 de enero. El 327.º atacó hacia Bourcy, al noreste de Bastoña, el 13 de enero y encontró una tenaz resistencia. El 506.º recuperó Noville el 15 de enero y Rachamps al día siguiente. El 502.º reforzó al 327.º, y los dos regimientos capturaron Bourcy el 17 de enero, empujando a los alemanes de vuelta a su punto de partida en el día en que la división había llegado a Bastoña. Al día siguiente la división fue relevada.

## Repercusiones
Las bajas en la 101.ª División Aerotransportada desde el 19 de diciembre de 1944 hasta el 6 de enero de 1945 fueron 341 muertos, 1691 heridos, y 516 desaparecidos. Después de la batalla, los periódicos se refirieron a la división como los «Battered Bastards of Bastogne» («Bastardos maltrechos de Bastoña»). El CCB de la 10.ª División Blindada tuvieron aproximadamente 500 bajas. El 12 de diciembre de 2011 Augusta Chiwy recibió el título de Premio civil por servicios humanitarios que le fue entregado por el embajador en Bélgica Howard Gutman. Chiwy fue una enfermera belga, nacida en el Congo pero que entonces vivía en Bastoña, que salvó las vidas de muchos soldados durante el asedio. La razón del retraso en el reconocimiento fue que durante muchos años se creyó que ella había muerto cuando una bomba alcanzó el hospital.

Mapa de los movimientos de tropas durante la batalla de las Ardenas. Bastoña está cerca del centro.
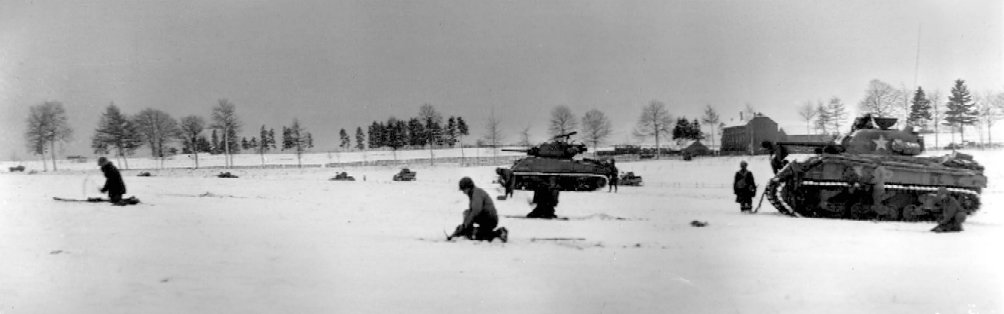
Tanques de la 44.ª Infantería Blindada y 6.ª División Blindada cerca de Bastoña, 31 de diciembre de 1944.
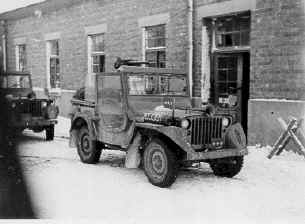
Jeep del general Patton en Bastoña, 1 de enero de 1945.
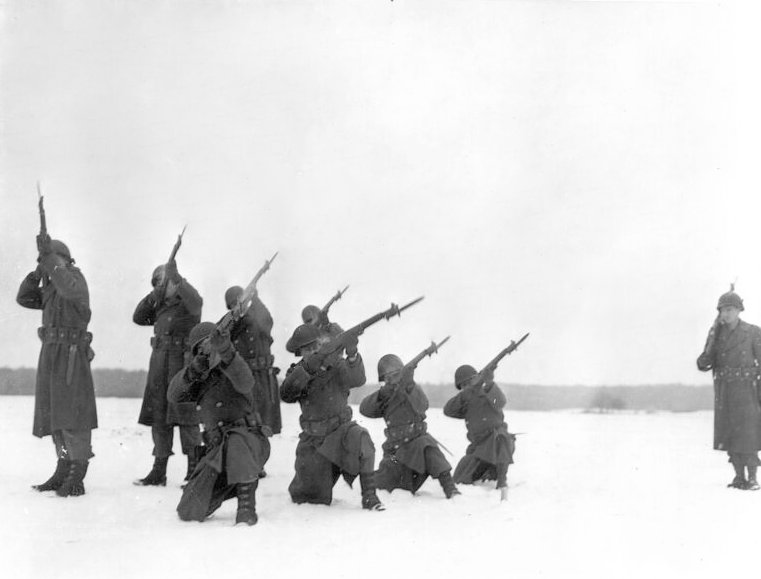
Miembros de la Compañía C, 9.º de Ingenieros, llevan a cabo un servicio funerario por los muertos durante el asedio, 22 de enero de 1945.
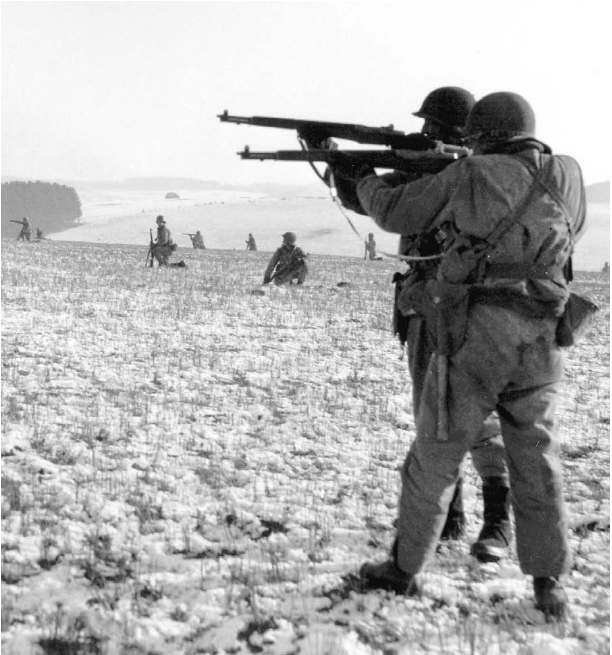
Fuerza de infantería de relevo cerca de Bastoña, diciembre de 1944.

### Para saber más
- Evans, Major Gary F. (22 de junio de 1972). «The 501st Parachute Infantry at Bastogne, Belgium December 1944». United States Army Center of Military History Historical Manuscripts Collection 8-3.1 BB 2. Archivado desde el original el 7 de diciembre de 2013. Consultado el 9 de junio de 2010.
- Bastogne, The Story of the First Eight Days In Which the 101st Airborne Division was Closed Within the Ring of German Forces (Reimpreso 1988 edición). United States Army Center of Military History. 1946. CMH Pub 22-2. Archivado desde el original el 4 de diciembre de 2008. Consultado el 9 de junio de 2010.
- Wikisource contiene obras originales de o sobre THE ARDENNES:
BATTLE OF THE BULGE.
CHAPTER XIX:
THE BATTLE OF BASTOGNE.